# 沖縄三育小学校
沖縄三育小学校（おきなわさんいくしょうがっこう）は、沖縄県中頭郡北中城村荻道にある私立小学校。全国に10校あるセブンスデー・アドベンチスト教会系の小学校の一つ。1学年定員25名の少人数制で「コミュニケーション力」と、「思いやりの心」を持った「国際人」を育てる教育を行っている。児童数は150人（1学年定員25名）。

## 学び
沖縄三育小学校での6年間の学びは多様で、聖書の学び、全校学年縦割りグループ活動（通称:ファミリー活動）、集中した学習を通して、世界の様々な分野で生き生きと活躍する力が養われることを目指している。
主な中学校進学先としては、沖縄三育中学校、三育学院中学校、広島三育学院中学校のほか、昭和薬科大学附属中学校や沖縄尚学高等学校附属中学校、琉球大学教育学部附属中学校、興南中学校、開邦中学校や球陽中学校、などの県内有数の進学校が挙げられる。最近では、東京学芸大学附属中学校への合格者も出ている。

## 三育交流
名護市にある系列中学校・沖縄三育中学校と年間を通して交流を行なっている。小学校時代から中学生や中学校教師と交わることで幅広い視野を育んでいる。
また、系列の三育小学校（全国に10校）との交流も行なっている。北海道から鹿児島まで、同じ三育の仲間たちと、各地域のクイズや学校の様子などを紹介する。沖縄三育小学校の児童が披露する沖縄の伝統芸能はとても力強く、喜ばれる。沖縄三育小学校の修学旅行は北海道で、系列の札幌三育小学校にサポートしてもらいながら4泊5日の「雪国体験」や「スキー学習」を行なっている。

## 特別教育
三育タイムでは、全校学年縦割りグループ活動や、様々な分野で活躍している人物を招いて、講演や体験活動を行なっている。
クリスマスの時期には、聖歌隊が系列のアドベンチストメディカルセンターや近隣の医療機関や施設、ショッピングセンターを訪問して歌やクリスマスカードのプレゼントをしている。また、系列の幼稚園・保育園、中学校、高等学校、大学との合同クリスマスコンサートを行なっている。沖縄三育中学校聖歌隊、広島三育高等学校聖歌隊とも共演している。

## 給食
沖縄三育小学校では、母体であるセブンスデーアドベンチスト教会の提唱する穀菜食に卵や牛乳などの乳製品を加えた卵乳菜食を取り入れたメニューを提供している。食材は、より安全なもので健康的なもの、国産のものを厳選し、児童たちの健やかな成長を実現している。

## 沿革
- 1953年 - 創立
- 1974年 - 西原町に移転
- 1999年 - 現在地に移転